# Heterolaophonte wellsi
Heterolaophonte wellsi är en kräftdjursart som beskrevs av Hamond 1973. Heterolaophonte wellsi ingår i släktet Heterolaophonte och familjen Laophontidae. Inga underarter finns listade i Catalogue of Life.